# Carlo Ucekar
Carlo Ucekar (Trieste, 11 novembre 1854 – Trieste, 11 maggio 1902) è stato un politico e tipografo austro-ungarico.

## Biografia
Nato da una famiglia slovena, rimase orfano in giovane età ed intraprese la professione di tipografo. In quegli stessi anni si avvicinò al movimento mazziniano ed irredentista locale, guidato da Giacomo Venezian, all'interno del quale conobbe Guglielmo Oberdan. Fu proprio Ucekar ad aiutare il futuro patriota a fuggire dalla caserma e ad espatriare in Italia nel 1878.
Nel 1883 entrò nella Società Operaia Triestina e pochi anni dopo si avvicinò agli ideali socialisti grazie all'opera di propaganda dell'attivista Antonio Gerin. Grazie al suo temperamento mite e rispettoso, Ucekar riuscì a guadagnarsi la stima e l'affetto non solo del proletariato triestino, ma anche dei suoi avversari che lo riconobbero come guida dei socialisti locali. Nel 1887 fondò la Confederazione Operaia, un'entità politica volta a raggruppare le varie società di mutuo soccorso triestine e che andava a superare i vari nazionalismi che si contrapponevano nella città giuliana e che dividevano la classe lavoratrice locale. Ucekar sostenne le prime lotte operaie per l'alzamento dei salari e favorì l'istruzione e la coscienza di classe del proletariato con la fondazione di un giornale e di una biblioteca. Nel 1891 la Confederazione fu sciolta dalle autorità austriache, lo stesso anno l'attivista triestino partecipò al congresso di Vienna del Partito Socialdemocratico dei Lavoratori d'Austria.
Nel 1894 fondò la Lega Socialdemocratica sul modello del partito socialdemocratico austriaco. L'anno seguente Ucekar contribuì a fondare l'organo di stampa del movimento: Il Lavoratore. Candidatosi nel collegio di Trieste alle elezioni del 1896 e del 1901 non risultò mai eletto, tuttavia il suo operato fu fondamentale per la vittoria dei socialdemocratici nella tornata del 1907. 
Nel corso degli anni continuò il suo operato all'interno della Lega Socialdemocratica rapportandosi e confrontandosi con gli altri schieramenti politici triestini. Costantemente monitorato e diffidato dalla polizia austro-ungarica, fu incarcerato nel 1902 per una riunione non autorizzata. Lo stesso anno era entrato nella direzione del Partito operaio socialista in Austria guidato da Valentino Pittoni. Uscito dalla prigione nei giorni dello sciopero dei fuochisti del Lloyd Austriaco, Ucekar organizzò un comizio al Politeama Rossetti che terminò con un corteo festoso poi represso nel sangue dall'esercito austroungarico. Fu quindi nominato per volontà degli operai nel collegio arbitrale che doveva decidere in merito alle richieste degli scioperanti. Pochi mesi dopo morì dentro un'osteria al termine di una riunione con altri tipografi.